# Ольшанская волость (Купянский уезд)
Ольша́нская во́лость — историческая административно-территориальная единица Купянского уезда Харьковской губернии с волостным правлением в слободе Ольшаной.
По состоянию на 1885 год состояла из 19 поселений, 7 сельских общин. Население — 7491 человек (3596 человек мужского пола и 3895 — женского), 1176 дворовых хозяйств.
|                       | Площадь | В том числе пахотной |
| --------------------- | ------- | -------------------- |
| Сельских общин        | 15232   | 10092                |
| Частной собственности | 12781   | 3151                 |
| Другой собственности  | 99      | 70                   |
| В целом               | 28112   | 13313                |

Основные поселения волости:
- Ольшаная — бывшая государственная слобода при реке Ольшаной в 20 верстах от уездного города Купянска. В слободе волостное правление, 387 дворов, 2428 жителей, православная церковь, школа, 2 постоялых двора, 2 лавки.
- Владимировка — бывшая владельческая слобода. В слободе 47 дворов, 294 жителя, православная церковь.
- Мироносовка — бывшая владельческая деревня, 98 дворов, 615 жителей.
- Таволжанка — бывший государственный хутор, 170 дворов, 1067 жителей.

Храмы волости:
- Богородичная церковь в слободе Владимировке (построена в 1856 г.[3])